# Gillingham (Kent)

Mill Road, Gillingham

Gillingham é uma cidade na autoridade unitária de Medway no sudeste de Inglaterra. Faz parte do condado cerimonial de Kent. Inclui as localidades de Brompton, Hempstead, Rainham, Rainham Mark e Twydall.
Gillingham significa casa da família Gylla, do inglês antigo ham (vila, casa) e ingas (família, seguidores), e o primeiro registo de que há conhecimento data do século XI com a designação Gyllingeham; também há o registo da expressão  Jillyingham Water (daí a forma de pronunciar o "G" como "dj" em "Djibuti").

## Estatuto
Gillingham tornou-se um distrito urbano com a lei local 1894, ganhando o estatuto de borough municipal em 1903. John Robert Featherby foi o presidente da câmara do of the Borough de Gillingham. Em 1928, Rainham juntou-se ao borough de Gillingham. Com a lei local de 1972, passa a distrito não-metropoliotano. Fundiu-se com as outras cidade de Medway (no distrito de City of Rochester-upon-Medway) em 1998 com a reforma governamental de 1990, passando a fazer parte da autoridade unitária de Medway.

## Geografia
A cidade cresceu ao longo da estrada que liga Brompton, desde as bases militares, até à estação dos caminhos-de-ferro, de forma linear. Perto, havia uma via ao longo na linha da costa, que ligava The Strand e a pequena vila de Gillingham Green. Mais tarde, as diferentes comunidades desenvolveram-se ao longo da via superior, a rua Watling, ligando Chatham com Dover. Todas estas localidadesacabariam por se agregar dando origem à actual Gillingham.

### Clima
O clima de Gillingham é do tipo oceânico (classificação climática de Köppen-Geiger Cfb) semelhante a quase todo o Reino Unido.

## História
O nome Gillingham aparece registado no Domesday Book de 1086. É dito que a sua origem vem do senhor da guerra, Gyllingas - do inglês antigo "gyllan" que significa "gritar". Gyllingas foi um homem que se destacou na história de Kent pois, quando entrava numa batalha liderado, os seus guerreiros, ia à frente deles gritando. No período da conquista normanda da Inglaterra, Gillingham era um pequeno hamlet; foi dada ao seu meio-irmão, o Bispo Odo de Bayeux, que reconstruiu a igreja da paróquia, e construiu um Palácio para o Arcebispo em terrenos limitados pela estrada Grange. Gillingham ficava situada em redor da igreja, e era rodeada por pequenas quintas, das quais a paróquia de Saint Mark fazia parte.
William Adams menciona Gillingham, afirmando: "...a duas milhas inglesas de Rochester e a uma milha de Chatham, estavam atracados os navios do Rei". Um registo do seu baptismo, que teve lugar na Igreja Paroquial de Gillingham, em 24 de Setembro de 1564, encontra-se guardado na igreja e pode ser visto  pedido.
Na Idade Média, a região de Gillingham conhecida como Grange era membro da Cinque Ports, e a importância marítima da região continuou até ao fim da década de 1940. De facto, uma larga extensão das docas de Chatham situa-se dentro de Gillingham: a doca começou em Gillingham e, até ao dia do seu encerramento em 1984, dois terços estavam dentro dos limites da cidade. A doca foi fundada pela rainha Isabel I no local do actual cais, em 1622. Em 1667, uma frota holandêsa subiu através do rio Medway, desembarcando em Queenborough na Ilha de Sheppey; onde iniciaram o cerco ao forte em Sheerness; seguidamente invadiram Gillingham, dando origem ao ataque a Medway. Os holandeses acabaram por se retirar, mas o incidente causou uma forte humilhação junto da Marinha Real Britânica.

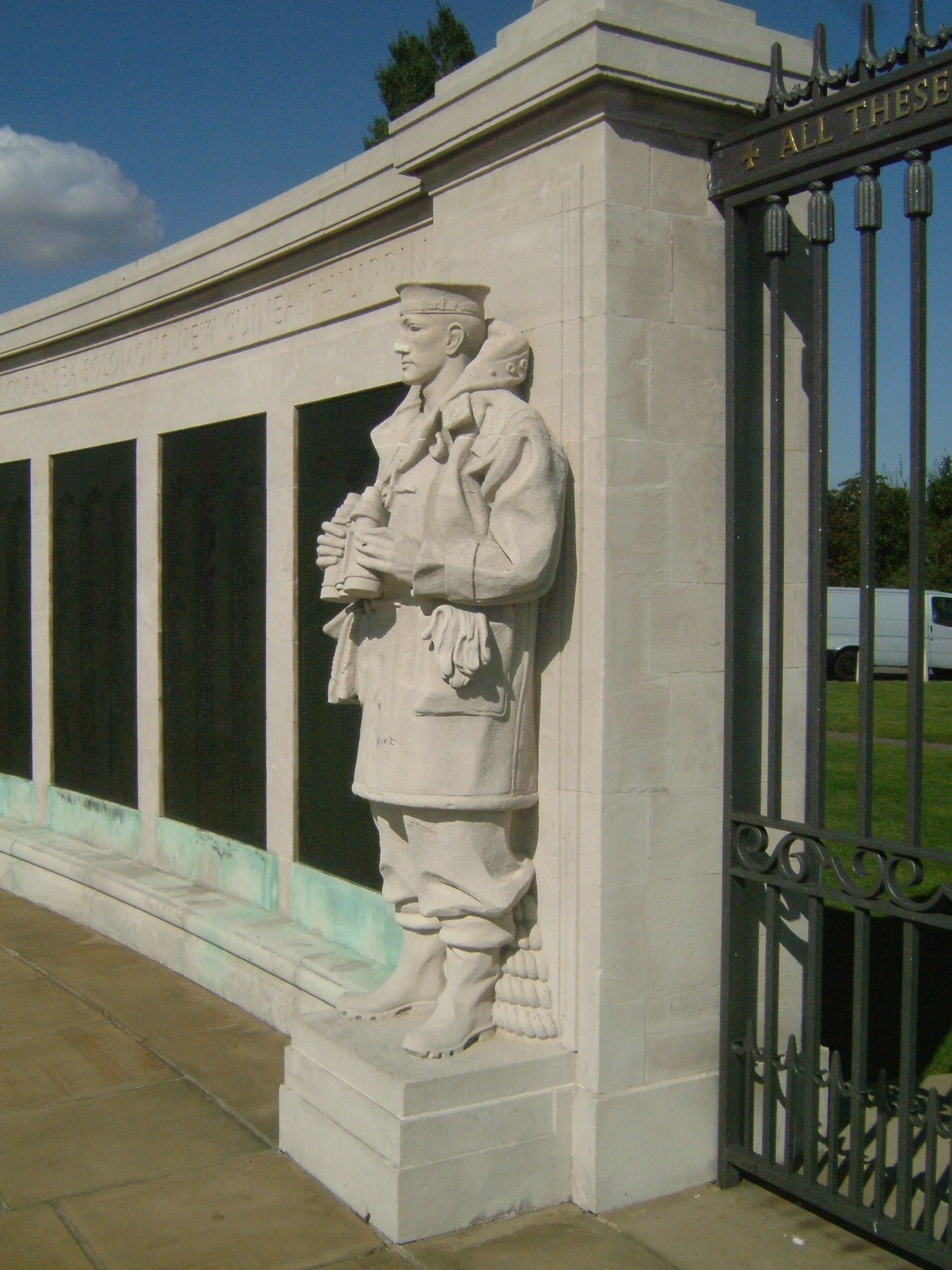
Memorial de Guerra Naval das Grandes Linhas de Gillingham

A Guerra dos Sete Anos teve início em 1756. O governo imediatamente deu ordem para a defesa da zonas das docas e, em 1758, as Linhas de Defesa de Chatham foram erigidas. Com uma extensão de 1,6 km, tinham início em Chatham Reach, a sul das docas, até a Gillingham Reach, no lado oposto. Um dos redutos das linhas ficava em Amherst. As armas estavam viradas para terra para evitar algum ataque deste lado; os canhões montados e orientados para o rio, tal como os navios atracados na doca, eram considerados suficientes para a defesa costeira.
A guarra com a França tem início em 1778, e mais uma vez foi necessário reforçar as defesas. O Forte Amherst foi o primeiro a ser melhorado; seguiram-se-lhe o Forte Pitt, Chatham, Forte Delce e Forte Clarence (ambos em Rochester); mais tarde, no século XIX, outros foram melhorados, como o Forte Darland, em Gillingham. No interior de todos estes fortes, foram construídos quarteis. Todos estes desenvolvimentos nas infraestruturas militares, e a própria expansão da doca, implicou a construção de mais casas para os trabalhadores. O posicionamento das Linhas levou a que essas casas fossem construídas afastadas delas, e deste modo nasceu New Brompton. A população cresceu para 9.000 em 1851
Gillingham continuava a ser, no entanto, uma pequena vila. Em 1891, a população era de 27.809; em 1901, cresceu para 42.530. Em 1919, após a Primeira Guerra Mundial, foi erigido um memorial da marinha, no formato de um obelisco em pedra branca, no local das Grandes Linhas. Em 1945, foram acrescentadas novas estruturas para comemorar os mortos da Segunda Guerra Mundial.